# Ceraeochrysa fairchildi
Ceraeochrysa fairchildi is een insect uit de familie van de gaasvliegen (Chrysopidae), die tot de orde netvleugeligen (Neuroptera) behoort. 
Ceraeochrysa fairchildi is voor het eerst wetenschappelijk beschreven door Banks in 1946.